# Елизаветовка (Рязанская область)
Елизаве́товка — деревня в Сасовском районе Рязанской области России.
Входит в состав Гавриловского сельского поселения.
Находится у истока реки Ежачки. Расположена на северо-западе района, в 16 км по асфальтированной дороге к северо-западу от райцентра Сасово. В деревне 1 улица Центральная, вдоль которой и расположены все жилые дома.
Ближайшие населённые пункты:
- село Любовниково в 1 км на северо-восток по асфальтированной дороге;
- деревня Рогожка в 3 км на юго-восток по грунтовой дороге;
- село Каргашино в 3 км на юго-запад по асфальтированной дороге;
- деревня Русановка в 4 км на северо-запад по грунтовой дороге.

## Население
| 1981 | 1985 | 2010 |
| ---- | ---- | ---- |
| 50   | →50  | ↘15  |